# Meddy Lina
Meddy Lina (* 1. November 1986 in Les Abymes, Guadeloupe) ist ein französischer Fußballspieler.

## Karriere

### Verein
Lina spielte bis 2009 in seiner Heimat Guadeloupe und wechselte dann mit 22 Jahren zum Zweitligisten OC Vannes ins französische Mutterland. Für diesen gelang ihm sein Profidebüt, als er am 30. August desselben Jahres beim fünften Saisonspiel gegen den Le Havre AC über die volle Länge der Partie zum Einsatz kam. Nachdem er auch in den beiden folgenden Spielen jeweils über 90 Minuten für das Team aufgelaufen war, bestritt er lediglich noch eins der danach verbleibenden Spiele der Saison. In den darauffolgenden zwei Jahren schaffte er nicht mehr den Sprung zurück in die erste Mannschaft, auch nicht nach deren Abstieg im Sommer 2011. Lina unterschrieb zur Saison 2012/13 beim SM Caen, wo er jedoch von Beginn an nur für die zweite Auswahl eingeplant war. Für das Viertligateam kam er zu regelmäßigen Einsätzen, bis er im Januar 2013 im Drittligisten AS Cherbourg einen neuen Arbeitgeber fand. In Cherbourg avancierte er zum Stammspieler, kehrte dem Verein aber bereits in der nachfolgenden Sommerpause den Rücken, um zum Ligarivalen ES Uzès Pont du Gard zu wechseln. Bei diesem war er zwar Teil der ersten Elf, stieg aber 2014 in die Viertklassigkeit ab und blieb nach dem gleichzeitigen Auslaufen seines Vertrages zunächst ohne Verein. Im Oktober desselben Jahres wurde er vom AS Béziers verpflichtet und stieg mit diesem 2015 in die dritte Liga auf. Seit dem Sommer 2017 war Lina nun für den Drittligisten US Boulogne aktiv. Doch knapp drei Jahre später wurde er zur Saison 2020/21 nicht mehr berücksichtigt und sein Vertrag nach der Winterpause aufgelöst. Ab dem 1. Februar 2021 war Lina fast ein Jahr vereinslos, ehe ihn Erstligist Solidarité-Scolaire aus Guadeloupe verpflichtete. Dort wurde er am Ende der Saison 2021/22 erneut nationaler Meister des karibischen Inselstaates.

### Nationalmannschaft
Noch vor seinem Wechsel ins französische Mutterland wurde Lina 2008 erstmals in die Fußballnationalmannschaft von Guadeloupe berufen. Zunächst kam er in Freundschafts- und Qualifikationsspielen des Verbands CONCACAF zum Einsatz. Ein Jahr nach seinem Debüt wurde er in den Kader zum Gold Cup 2009, dem wichtigsten Turnier des Regionalverbands, berufen. Im Verlauf des Turniers lief er einzig beim 0:2 gegen Mexiko auf, wurde dabei allerdings über die volle Länge eingesetzt. Seine Mannschaft schied im Viertelfinale aus. Lina nahm 2010 an zwei weiteren Länderspielen teil und war 2014 nach vierjähriger Unterbrechung nochmals für drei aufeinander folgende Spiele Teil der Mannschaft.

## Erfolge
- Guadeloupischer Meister: 2008, 2022